# پارک ملی کانگری
پارک ملی کانگری (به انگلیسی: Congaree National Park) پارکی طبیعی در ایالت کارولینای جنوبی در ایالات متحده آمریکا است.
این پارک ۸۸ کیلومتر مربع وسعت دارد.

## وب‌گاه‌های مربوطه
- وب‌گاه رسمی